# 135 (عدد)
135 عدد صحيح طبيعي بين 134 و136.
التحليل: 33×5 = 135

## في الرياضيات
- 135 أصغر عدد ذا 7 كتابات مختلفة بالضبط في صيغة مجموع 4 مربعات كاملة موجبة: {\displaystyle 135=1^{2}+2^{2}+3^{2}+11^{2}=1^{2}+2^{2}+7^{2}+9^{2}=1^{2}+3^{2}+5^{2}+10^{2}}

{\displaystyle =1^{2}+6^{2}+7^{2}+7^{2}=2^{2}+5^{2}+5^{2}+9^{2}=3^{2}+3^{2}+6^{2}+9^{2}=5^{2}+5^{2}+6^{2}+7^{2}}
- 135 هو عدد الطرق الممكنة لقسم العدد 14 إلى أجزاء صحيحة
- 135 عدد لا يمكن كتابته في صيغة مجموع 3 مربعات كاملة
- 135 له الكتابة {\displaystyle 2^{7}+7}
- 135 عدد سعيد في نظام العد العشري. و هو عدد يتكرر فيهِ رقم واحد في نظام العد ذا الأساس 14 أو 26 أو 44 أو 134+ و عدد قلوب في نظام العد السداسي (3436) و السباعي (2527)
- يمكن رسم زاوية ذا 135 درجة بالمسطرة غير المدرجة والبركار

## في مجالات أخرى
- 135° يتوافق مع الاتجاه الجنوب الشرقي
- 1+3+5+ Alt على الويندوز يرسم الرمز ç أما الرمز Alt + 5 + 3 + 1 يرسم الرمز (‼)